# Política interna
Política interna (o domèstica) és un terme que s'utilitza en el llenguatge periodístic i en la literatura política per parlar de les decisions internes d'un govern, aquelles que es manegen només internament. Són decisions relatives a l'administració dels assumptes del propi país, diferenciades de la política externa, que és la que es refereix a les relacions del país envers els seus interessos nacionals i les seves relacions amb altres països i amb organismes internacionals.
També s'empra per designar els assumptes particulars d'un partit, organització social o corporació, o les orientacions que els seus integrants tenen envers els altres i pel que fa a la conducció general de la pròpia empresa o agrupació dins d'un país o nació.